# جوش فاكينهام
جوش فاكينهام (بالإنجليزية: Josh Falkingham) (25 أغسطس 1990 بليدز في المملكة المتحدة - ) هو لاعب كرة قدم بريطاني في مركز الوسط. لعب مع دونفرملين أثلتيك وسانت جونستون وليدز يونايتد ونادي اربوراث.

## وصلات خارجية
- جوش فاكينهام على موقع قاعدة بيانات كرة القدم.إي يو (الإنجليزية)
- جوش فاكينهام على موقع Soccerbase.com (لاعب) (الإنجليزية)
- جوش فاكينهام على موقع Soccerway.com (الإنجليزية)